# Ludia festiva
Ludia festiva är en fjärilsart som beskrevs av Jordan 1922. Ludia festiva ingår i släktet Ludia och familjen påfågelsspinnare. Inga underarter finns listade i Catalogue of Life.